# Відкритий чемпіонат Франції з тенісу 2024
Відкритий чемпіонат Франції з тенісу 2024 — тенісний турнір, що проходив на відкритих ґрунтових кортах Стад Ролан Гаррос у Парижі з 20 травня по 9 червня 2024 року. Це був 123-й Відкритий чемпіонат Франції, другий турнір Великого шолома в календарному році. 
Свої титули в одиночних розрядах   захищали Новак Джокович серед чоловіків та Іга Свйонтек серед жінок.

## Турнір
Турнір проходив під егідою Міжнародної федерації тенісу і був складовою частиною ATP та WTA турів сезону 2024. Матчі гралися на 23 кортах, серед яких 3 шоу-корти: корт Філіппа Шартріє, корт Сюзан Ланглен та корт Сюзан Матьє.

## Огляд подій та результатів
У чоловіків турнір виграв іспанець Карлос Алькарас. Це його перша перемога в Парижі й третій грендслем загалом. Усі свої мейджори Алькарас вигравав на кортах з різним покриттям.  
Серед жінок утретє поспіль перемогла полька Іга Свйонтек. Для неї це четвертий тріумф у Парижі та п'ятий виграний грендслем загалом.
Сальвадоро-хорватський дует Марсело Аревало та Мате Павич виграв змагання чоловічих пар. Для Аревало це другий виграний мейджор,  для Павича — четвертий.  Павич завершив Золотий шолом за кар'єру, вигравши всі чотири грендслеми та Олімпійські ігри.  
Змагання жіночих пар виграв американсько-чеський дует Коко Гофф та Катержина Сінякова. Для Гофф це перший парний мейджор, для Сінякової — восьмий. 
Мікст виграла німецько-французька пара Лаура Зігемунд та Едуар Роже-Васселен. Для Зігемунд ще був другий мейджор у міксті, третій загалом, враховуючи змагання жіночих пар, для Роже-Васселена — перший, однак він уже вигравав Ролан Гаррос у змаганні чоловічих пар.

## Результати фінальних матчів

### Дорослі
| Одиночний розряд. Чоловіки Детальніше |                                 |                         |
| Карлос Алькарас                       | Александер Цвереф               | 6–3, 2–6, 5–7, 6–1, 6–2 |
|                                       |                                 |                         |
| Одиночний розряд. Жінки Детальніше    |                                 |                         |
| Іга Свйонтек                          | Ясмін Паоліні                   | 6-2, 6-1                |
|                                       |                                 |                         |
| Парний розряд. Чоловіки Детальніше    |                                 |                         |
| Марсело Аревало Мате Павич            | Сімоне Болеллі Андреа Вавассорі | 7-5, 6-3                |
|                                       |                                 |                         |
| Парний розряд. Жінки Детальніше       |                                 |                         |
| Коко Гофф Катержина Сінякова          | Сара Еррані Ясмін Паоліні       | 7–6(7–5), 6–3           |
|                                       |                                 |                         |
| Мікст Детальніше                      |                                 |                         |
| Лаура Зігемунд Едуар Роже-Васселен    | Дезіре Кравчик Ніл Скупскі      | 6-4, 7-5                |
|                                       |                                 |                         |

### Юніори
| Одиночний розряд. Хлопці            |                                |               |
| Кейлан Бігун                        | Томаш Беркєта                  | 4–6, 6–3, 6–3 |
|                                     |                                |               |
| Одиночний розряд. Дівчата           |                                |               |
| Тереза Валентова                    | Лаура Самсон                   | 6–3, 7–6(7–0) |
|                                     |                                |               |
| Парний розряд. Хлопці               |                                |               |
| Ніколай Будков К'єр Джоель Шверцлер | Федеріко Сіна Сакамото Рей     | 6–4, 7–6(7–3) |
|                                     |                                |               |
| Парний розряд. Дівчата              |                                |               |
| Рената Ямріхова Тереза Валентова    | Тайра Катеріна Грант Іва Йович | 6–4, 6–4      |
|                                     |                                |               |